# Vladislav Janovjak
Vladislav Janovjak es un deportista eslovaco que compitió en ciclismo adaptado en la modalidad de ruta. Ganó una medalla de bronce en los Juegos Paralímpicos de Londres 2012 en la prueba de ruta (clase B).

## Palmarés internacional
| Juegos Paralímpicos | Juegos Paralímpicos   | Juegos Paralímpicos | Juegos Paralímpicos |
| Año                 | Lugar                 | Medalla             | Prueba              |
| ------------------- | --------------------- | ------------------- | ------------------- |
| 2012                | Londres (Reino Unido) | Medalla de bronce   | Ruta B              |